# Xantusia riversiana
Espèce
Synonymes
- Klauberina riversiana (Cope, 1833)

Statut de conservation UICN

 LC  : Préoccupation mineure
Xantusia riversiana est une espèce de sauriens de la famille des Xantusiidae.

## Répartition
Cette espèce est endémique de Californie aux États-Unis. Elle se rencontre sur les îles de San Nicolas, de San Clemente et de Santa Barbara.

## Liste des sous-espèces
Selon The Reptile Database (17 avril 2012) :
- Xantusia riversiana reticulata Smith, 1946
- Xantusia riversiana riversiana Cope, 1883, 1883

## Étymologie
Cette espèce est nommée en l'honneur de James John Rivers (1824–1913).

## Publications originales
- Cope, 1883 : Notes on the geographical distribution of Batrachia and Reptilia in western North America. Proceedings of the Academy of Natural Sciences of Philadelphia, vol. 35, p. 10-35 (texte intégral).
- Smith, 1946 : A subspecies of the lizard Xantusia riversiana. Journal of the Washington Academy of Sciences, vol. 36, no 11, p. 392-393 (texte intégral).